# Saint-Martin-de-Fressengeas
Saint-Martin-de-Fressengeas település Franciaországban, Dordogne megyében. Lakosainak száma 362 fő (2022. január 1.). Saint-Martin-de-Fressengeas Saint-Saud-Lacoussière, Saint-Jory-de-Chalais, Saint-Romain-et-Saint-Clément, Saint-Jean-de-Côle, Villars és Milhac-de-Nontron községekkel határos.

## Népesség
A település népessége az elmúlt években az alábbi módon változott:
| Lakosok száma | 428  | 390  | 394  | 379  | 368  | 361  | 359  | 362  | 363  | 362  |
|               | 1968 | 1982 | 1990 | 2006 | 2013 | 2015 | 2017 | 2019 | 2020 | 2022 |